# Filmografia di Betty Boop
Il seguente elenco contiene tutti i film in cui Betty Boop è apparsa al cinema.

## Serie Talkartoons

### 1930
- Dizzy Dishes
- Barnacle Bill, regia di Dave Fleischer
- Swing You Sinners!
- Grand Uproar
- Sky Scraping
- Up to Mars
- Accordion Joe
- Mysterious Mose

### 1931
- Ace of Spades
- Tree Saps
- Teacher's Pests
- The Cow's Husband
- The Bum Bandit
- The Male Man
- Twenty Legs Under the Sea
- Silly Scandals
- The Herring Murder Case
- Bimbo's Initiation
- Bimbo's Express
- Minding the Baby
- In the Shade of the Old Apple Sauce
- La maschera di Betty (Mask-A-Raid)
- Jack and the Beanstalk
- Dizzy Red Riding Hood

### 1932
- Any Rags?
- Betty domatrice (Boop-Oop-a-Doop)
- The Robot
- Minnie the Moocher
- S.O.S. (S.O.S. o Swim or Sink)
- Crazy Town
- Scuola di ballo (The Dancing Fool)
- Partita a scacchi (Chess-Nuts)
- Avventure di caccia o Caccia grossa (A Hunting We Will Go)
- Hide and Seek
- Betty al Luna Park (Admission Free)
- Betty cantatrice ambulante (The Betty Boop Limited)

## Serie Betty Boop

### 1932
- Imitazioni di Betty (Stopping the Show)
- Betty Boop's Bizzy Bee
- Betty e il liquido magico (Betty Boop, M.D.)
- Betty nell'isola dei Bambù (Betty Boop's Bamboo Isle)
- Mondo da vendere (Betty Boop's Ups and Downs)
- Betty presidentessa (Betty Boop for President)
- Betty fra i selvaggi (I'll Be Glad When You're Dead You Rascal You)
- Betty Boop's Museum

### 1933
- Betty automobilista (Betty Boop's Ker-Choo)
- Le invenzioni di Betty (Betty Boop's Crazy Inventions)
- Betty chiromante (Is My Palm Read?)
- Betty e il mostro (Betty Boop's Penthouse)
- Snow-White
- Il compleanno di Betty (Betty Boop's Birthday Party)
- Betty Boop's May Party
- Betty cerca impiego (Betty Boop's Big Boss)
- Nel regno delle fiabe (Mother Goose Land)
- Il marinaio Braccio di Ferro (Popeye the Sailor)
- Il vecchio della montagna (The Old Man of the Mountain)
- I mostri della miniera (I Heard)
- Morning, Noon and Night
- L'ospite indesiderato (Betty Boop's Hallowe'en Party)
- Soldatini di legno (Parade of the Wooden Soldiers)

### 1934
- Betty e il suo paladino (She Wronged Him Right)
- Sogno di una notte d'inverno (Red Hot Mamma)
- Gas esilarante (Ha! Ha! Ha!)
- Il sogno di Betty (Betty in Blunderland)
- Betty Boop's Rise to Fame
- Il processo di Betty (Betty Boop's Trial)
- Betty salvata dalle acque (Betty Boop's Life Guard)
- Cenerentola (Poor Cinderella)
- There's Something About a Soldier
- Betty e il cagnolino (Betty Boop's Little Pal)
- Betty Boop's Prize Show
- L'esposizione di Betty (Keep in Style)
- When My Ship Comes In, regia di Dave Fleischer (1934)

### 1935
- Baby Be Good
- Il capro espiatorio (Taking the Blame)
- I rumori della città (Stop That Noise)
- Betty e la mosca (Swat the Fly)
- No! No! A Thousand Times No!!
- A Little Soap and Water
- A Language All My Own
- Betty Boop and Grampy
- Judge for a Day
- Betty artista di varietà (Making Stars)
- Henry, the Funniest Living American
- Little Nobody

### 1936
- Betty Boop and the Little King
- Not Now
- Betty Boop and Little Jimmy
- We Did It
- A Song A Day!
- More Pep
- You're Not Built That Way
- Happy You and Merry Me
- Training Pigeons
- Grampy's Indoor Outing
- Be Human
- Making Friends

### 1937
- House Cleaning Blues
- Whoops! I'm a Cowboy
- The Hot Air Salesman
- Pudgy Takes a Bow-Wow
- Pudgy Picks a Fight!
- The Impractical Joker
- Ding Dong Doggie
- The Candid Candidate
- Service with a Smile
- The New Deal Show
- The Foxy Hunter
- Zula Hula

### 1938
- Riding the Rails
- Be Up to Date
- Honest Love and True
- Out of the Inkwell
- The Swing School
- Pudgy and the Lost Kitten
- Buzzy Boop
- Pudgy the Watchman
- Buzzy Boop at the Concert
- Sally Swing
- On With the New
- Thrills and Chills o Pudgy in Thrills and Chills

### 1939
- My Friend the Monkey ( La scimmietta )
- So Does an Automobile ( L'ospedale delle automobili di Betty )
- Musical Mountaineers ( Betty la montagnola )
- The Scared Crows ( Lo spaventapasseri )
- Rhythm on the Reservation ( Il senso del ritmo )
- Yip Yip Yippy  ( Hip hip, hurrà! )

## Altre apparizioni
- Il viaggio di Kitty (Kitty from Kansas City) (1931)
- Musical Justice (1931)
- Wait Till the Sun Shines, Nellie (1931)
- Dolce dormire (Oh! How I Hate to Get Up in the Morning) (1932)
- Betty Boop with Henry the Funniest Living American (1935)
- Betty Boop for President o Hurray for Betty Boop(1980)
- The Romance of Betty Boop (1985)
- Chi ha incastrato Roger Rabbit (Who Framed Roger Rabbit) (1988)
- Betty Boop's Hollywood Mystery (1989)